# Carlos Manuel Hernández Santana
Carlos Manuel Hernández Santana (* 17. Juni 1976) ist ein ehemaliger mexikanischer Radrennfahrer.
Carlos Hernández feierte im Jahr 2000 seinen ersten Erfolg auf einem Teilstück der Vuelta a Cuba. Zwei Jahre später konnte er eine Etappe bei der Vuelta a la Independencia Nacional und drei Etappen bei der Vuelta a Guatemala gewinnen. Außerdem wurde er mexikanischer Vizemeister im Zeitfahren. 2003 war er auf einer Etappe der Vuelta a las Americas erfolgreich, und 2004 konnte er wieder einen Tagesabschnitt bei der Vuelta a Guatemala gewinnen. In der Saison 2007 belegte er bei den panamerikanischen Meisterschaften den dritten Platz im Straßenrennen und auf der Bahn im Punktefahren. Außerdem gewann er jeweils ein Teilstück bei der Vuelta a Chihuahua, bei der Vuelta a Guatemala und beim Doble Copacabana Grand Prix Fides. 2009 gewann er eine Etappe der Vuelta a Chiapas. Nach dieser Saison beendete er seine Radsport-Laufbahn.

## Erfolge
2000
- eine Etappe Vuelta a Cuba

2002
- eine Etappe Vuelta a la Independencia Nacional
- drei Etappen Vuelta a Guatemala

2004
- eine Etappe Vuelta a Guatemala

2007
- eine Etappe Vuelta a Chihuahua
- eine Etappe Vuelta a Guatemala
- eine Etappe Doble Copacabana Grand Prix Fides

## Teams
- 2008 Canel’s Turbo Mayordomo

| Personendaten    | Personendaten                    |
| ---------------- | -------------------------------- |
| NAME             | Hernández Santana, Carlos Manuel |
| ALTERNATIVNAMEN  | Hernández, Carlos                |
| KURZBESCHREIBUNG | mexikanischer Radrennfahrer      |
| GEBURTSDATUM     | 17. Juni 1976                    |